# Moiré aragonais
Pour les articles homonymes, voir Moiré.
Erebia zapateri
Espèce
Statut de conservation UICN

 LC  : Préoccupation mineure
Le Moiré aragonais (Erebia zapateri)  est un lépidoptère appartenant à la famille des Nymphalidae, à la sous-famille des Satyrinae et au genre Erebia.

## Dénomination
Erebia zapateri a été nommé par Charles Oberthür en 1875

### Noms vernaculaires
Le Moiré aragonais se nomme Zapater's Ringlet en anglais.

## Description
Le Moiré aragonais est un petit papillon marron foncé avec aux antérieures une large bande postdiscale orange coupée de nervures et à l'apex deux ocelles géminés ou non pupillés de blanc plus un autre, vestigial en e2. Les postérieures comportent une ligne postdiscale de taches orange centrées de discrets ocelles.
Le revers de l'aile antérieure est semblable marron à cuivre et bande jaune à orange portant des ocelles géminés ou non, alors que le revers des postérieures est marron chiné avec une bande postdiscale plus claire bien délimitée.

## Biologie

### Période de vol et hivernation
L'imago vole de fin juillet à début septembre.

### Plantes hôtes
Les plantes hôtes des chenilles seraient  des pâturins.

## Écologie et distribution
Il est uniquement présent dans l'est de l'Espagne dans les zones d'altitude entre 1000 et 1600 mètres.

### Biotope
Il réside dans les clairières herbus des pineraies  et chênaies.

### Protection
Il est classé Least Concern (LC) sur le red data book

### Liens taxonomiques
- (en) UICN : espèce Erebia zapateri (Oberthür, 1875) (consulté le 26 mai 2015)
- (en) Tree of Life Web Project : Erebia zapateri
- (en) Catalogue of Life : Erebia zapateri Oberthür, 1875 (consulté le 16 décembre 2020)
- (en) Fauna Europaea : Erebia zapateri Oberthür, 1875 (consulté le 21 mars 2023)